# Drachen Theaker
Drachen Theaker  (ur. 1946; zm. 1992) – angielski perkusista rockowy, najbardziej znany jako członek zespołu The Crazy World of Arthur Brown.

## Życiorys i kariera muzyczna
Drachen Theaker pochodził z północnej Anglii. Wykonywał muzykę klasyczną jako członek Scottish National Orchestra. Grywał na tabli. Interesował się również muzyką awangardową i elektroniczną, w tym twórczością Karlheinza Stockhausena.
Karierę muzyka rockowego rozpoczął w 1965 roku uczestnicząc jako perkusista zespołu The Measles w nagrywaniu teledysku do utworu „Casting My Spell On You”.
W 1967 roku wstąpił do zespołu The Crazy World of Arthur Brown. Uczestniczył w nagrywaniu singla „Fire” oraz debiutanckiego albumu zespołu. Niezadowolony ze sposobu, w jaki Kit Lambert zmiksował jego grę na perkusji, opuścił w roku następnym zespół. Dodatkowym powodem jego odejścia były nieporozumienia z Vincentem Crane’em. Jego miejsce zajął Carl Palmer. Wyjechał do Los Angeles, gdzie nawiązał współpracę z zespołem Love uczestnicząc w realizacji jego dwóch albumów: Four Sail i Out Here, oba z 1969 roku. Również w 1969 roku wziął udział w realizacji debiutanckiego albumu Warrena Zevona Wanted Dead or Alive. Wykorzystując związki z Arthurem Brownem utworzył zespół Rustic Hinge, którego nagrania ukazały się w 1988 roku na albumie Replicas. Theaker zagrał w dwóch utworach. Był współproducentem tego albumu. W 1990 roku uczestniczył w rejestracji albumu The Flood zespołu High Tide. W 1992 roku zmarł na raka mózgu.